# Criminalização
A criminalização, de acordo com a criminologia, é "o processo pelo qual comportamentos e indivíduos são transformados em crime e criminosos". Atividades anteriormente legais podem ser declaradas crimes por uma legislação ou decisão judicial. No entanto, dentro da interpretação da lei, presume-se formalmente que leis não devem ser aplicadas retroativamente (e.g. alguém que cometeu um ato antes de tal ato virar crime não deve ser punido). Também é desencorajado que juízes apliquem penas retroativas. Em casos de leis que não são rigorosamente aplicadas, atos ilegais podem sofrer uma criminalização de facto, com uma aplicação mais efetiva e comprometida.